# Dorchester (Teksas)
Dorchester je grad u američkoj saveznoj državi Teksas. Prema popisu stanovništva iz 2010. u njemu je živjelo 148 stanovnika.